# Gula Rosen

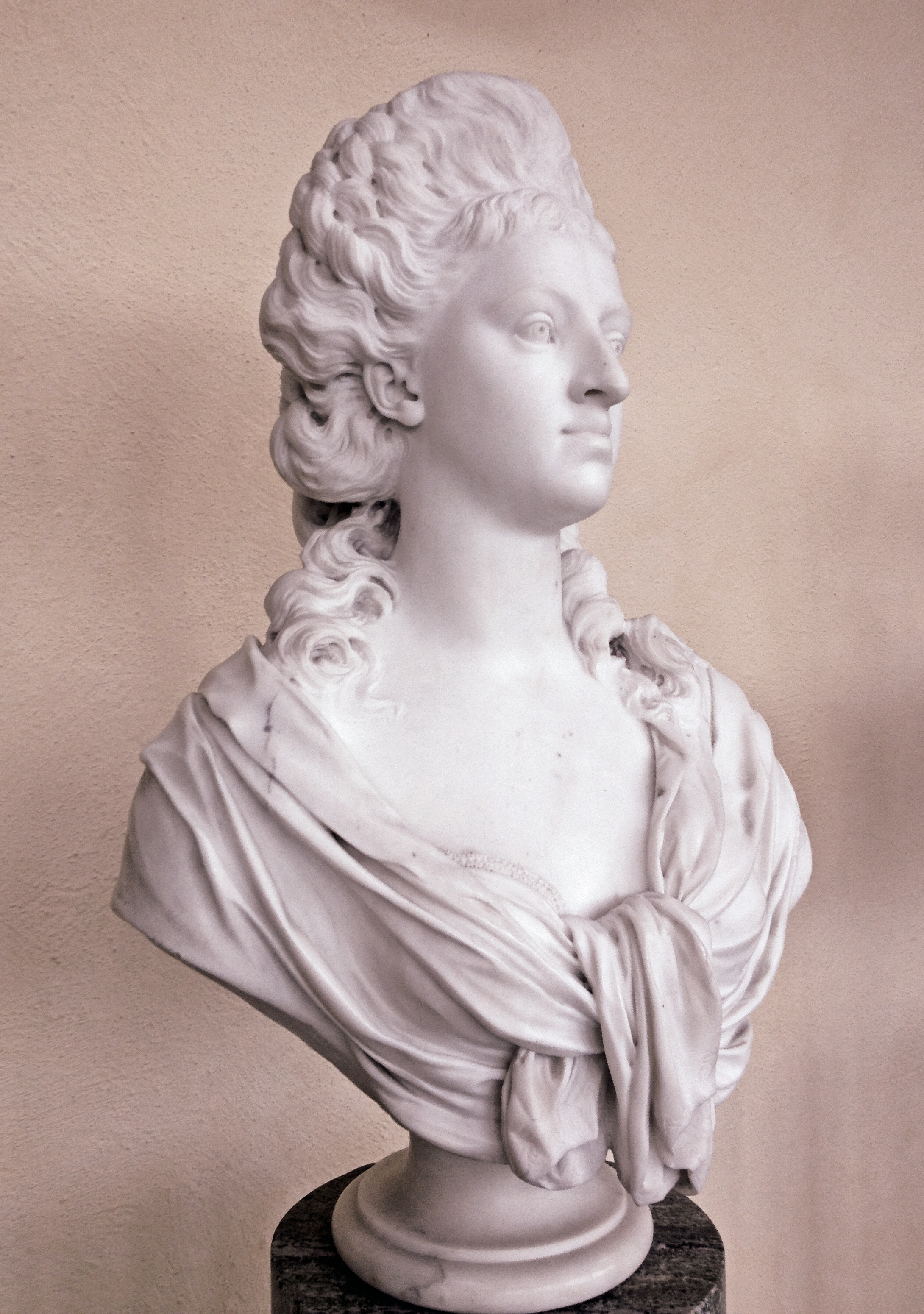
Hertiginnan Hedvig Elisabeth Charlotta av Holstein-Gottorp av Johan Tobias Sergel ca 1791 i Ulriksdals orangerimuseum.

Gula Rosen var ett hemligt svenskt ordenssällskap, aktivt i Sverige 1802-1803. Det var grundat av Carl Adolf Boheman som en samkönad adoptionsloge inom frimurarna. Gula Rosen spelade en viktig roll i schismen mellan Gustaf IV Adolf och hertig Karl och Hedvig Elisabet Charlotta när den år 1803 utlöste den så kallade Bohemanaffären.

## Historik

### Grundande
Gula Rosen grundades av frimuraren Carl Adolf Boheman. Hertig Karl och Hedvig Elisabet Charlotta, som båda intresserade sig för mystik, var båda före Gula Rosens tillkomst medlemmar i det hemliga ordenssällskapet D.E.L.U. (Det eviga ljusets utvalda, ibland uttytt som Deus est lux universalis), och Boheman grundade Gula Rosen som en adoptionsloge under D.E.L.U. Boheman grundade orden utifrån Karl och Charlottas gemensamma önskan; under denna tid hade deras relation fördjupats genom deras gemensamma intresse för den "ockulta vetenskapen". Det är okänt, och inte troligt, om Boheman verkligen fick tillstånd av D.E.L.U:s stormästare i Hamburg, Karl av Hessen, att inrätta logen Gula Rosen.

### Verksamhet
Logen hade sina sammanträden på samma plats som de svenska frimurarna vid hovet: hertig Karls våning på Stockholms slott, där en sal hade inretts för ändamålet.
Riksdrotsen Carl Axel Wachtmeister beskrev Gula Rosens sammanträdessal i samband med Bohemanaffären 1803: "I templet var ett altare, det Boheman brukade utdela sakramenterna. På golfvet var målad en naken utsträckt qvinna, föreställande förmodligen Naturen, på hvars könsdel, de som intogs i orden, karlar och qvinfolk, skulle ligga på knä, då eden dem förestafvades, till en sinnebild af deras nya födelse af den rena naturen." 
Medlemmarna kallades bröder och systrar. Den första receptionen ägde rum 24 mars 1802, men då var hertigparet båda redan invigda enskilt. 
Boheman ansåg att även kvinnor skulle få inträde i frimurarorden och lyckades övertala hertig Karl, som först var tveksam, med argumentet att det att vara människa inte hade med kön eller klass att göra och att han inte ville: "utestänga detta kön från ljus, sanning och förädling". Minst tre kvinnor förutom Hedvig Elisabet Charlotta var medlemmar i Gula Rosen. Ytterligare två, Marie Sophie Beckfriis, gift med Hans Henrik Ramel, och Sophia Lovisa Eleonora Ehrenswärd och Christina Charlotta Frölich, var anmälda, men hann inte tagas emot innan logeverksamheten vid hovet förbjöds av Gustaf IV Adolf 1803. Ulrica Koskull och Charlotte Gyldenstolpe var tidigare medlemmar i de svenska frimurarnas adoptionsloge för kvinnor, som leddes av Hedvig Elisabet Charlotta och som introducerade dem i Gula Rosen. Deras namn antecknades enligt sed för manliga frimurare med ett + efter namnet. De nya medlemmarna invigdes av förutvarande medlemmar av samma kön. Gula Rosen bevisar enligt Kjell Lekeby, tillsammans med Hedvig Elisabet Charlottas tidigare kvinnologe inom frimurarna, att det förekom kvinnliga frimurare i Sverige. Gula Rosen var dock ett isolerat och tillfälligt fenomen.
Prins Vilhelm Fredrik, hertig av Gloucester och Edinburgh var nära att bli invigd, och undervisades i förberedelse inför detta, men han aldrig invigas innan logen förbjöds.

### Upplösning
Gula Rosens loge upplöstes i februari 1803 i samband med Bohemanaffären. Carl Adolf Bohman häktades 18 februari 1803 av oklara skäl. Då han försökte inviga kungen, uppfattade denne sällskapet som ett centrum för oppositionell verksamhet. Gustaf IV Adolf hade blivit uppskrämd av rykten om att Boheman vore en illuminat som tillsammans med Karl av Hessen ville kullstörta frimurarna i Sverige. Ryktet härrörde från Gustaf Mauritz Armfelt, och motivet var möjligen hämndkänslor gentemot hertig Karl. Hertig Karl försökte rädda Boheman, men han hotades av Gustaf IV Adolf med att förbjuda Frimurarorden om hertigen, som var frimurarnas stormästare i Sverige, inte uteslöt Boheman ur den. Både Karl och Charlotta förhördes av riksdrotsen Wachtmeister i monarkens närvaro och förbjöds att delta i hemliga sammankomster utan hans vetskap, vilket upphävde alla privatloger vid hovet.

## Medlemmar i Gula Rosen (i urval)
1. Carl Adolf Boheman, stormästare, "den högstupplyste brodern".
2. Gustaf Boheman, Carl Adolf Bohemans bror
3. Hertig Karl, 3 februari 1800, (sällskapet kom dock i realiteten inte till stånd förrän 1802), "den högvördige brodern"
4. Hedvig Elisabet Charlotta, 28 mars 1802, "den högvördiga systern"
5. Ulrica Koskull, 17 januari 1803
6. Charlotta Gyldenstolpe, 7 november 1802
7. Charlotta Wahrendorff-Ruuth, 23 december 1802
8. Wilhelm Tornérhjelm
9. Amalia av Hessen-Darmstadt
10. Magnus Fredrik Brahe
11. Erik Ruuth